# Великобритания на «Евровидении-2002»
Великобритания принимала участие в сорок седьмом выпуске телевизионного конкурса Евровидение-2002, который состоялся 25 мая в Саку Суурхаль в Таллине, Эстония. Страну представляла молодая певица валлийского происхождения Джессика Гарлик с песней Come Back ("Вернись"), написанной пилотом и композитором-любителем Мартином Бейлеем. По итогам голосования Гарлик заняла третье место из 24, набрав 111 очков. Это был первый раз с 1998 года, когда Великобритания попадала в топ-5. Таким образом, Come Back стала предшественницей британской заявки на Евровидение-2003 Cry Baby в исполнении дуэта Jemini. Конкурс был показан BBC на каналах BBC One с комментариями Терри Вогана и BBC Choice с комментариями Дженни Эклейр. Глашатаем, объявлявшим очки британских телезрителей, был Колин Берри.

## Предыстория
Перед конкурсом 2002 года Великобритания участвовала на Евровидение 44 раза с момента своего дебюта в 1957 году. Страна выигрывала конкурс пять раз: в 1967 году с песней Puppet on a String в исполнении Сэнди Шоу, в 1969 году с песней Boom Bang-a-Bang в исполнении Лулу, в 1976 году с песней Save Your Kisses for Me в исполнении группы Brotherhood of Man, в 1981 году с песней Making Your Mind Up в исполнении группы Bucks Fizz и в 1997 году с песней Love Shine a Light в исполнении группы Katrina and the Waves. Великобритания также становилась вице-чемпионом рекордные 15 раз, последний из которых был в 1998 году. С 1999 года, когда прежнее правило об обязательном использовании родного языка страны-участницы было отменено, страна имела меньший успех. На Евровидение-2001 No Dream Impossible в исполнении Линдси Дракасс заняла 15-е место.

## До «Евровидения»

### A Song for Europe 2002
Начиная с 1957 года британская телекомпания BBC отвечает за организацию отбора заявки на Евровидение и трансляцию конкурса. Традиционно, BBC организовывало национальный финал под названием A Song for Europe с участием нескольких артистов и песен. 13 августа 2001 года BBC сообщило об участии Великобритании на Евровидение-2002 и об организации A Song for Europe 2002. Отбор состоял из полуфинала и финала. Полуфинал прошёл между 28 января и 1 февраля 2002 года. Восемь песен было представлено в программах The Ken Bruce Show и Wake Up to Wogan на радиостанции BBC Radio 2 в январе 2002 года. Четыре лучшие песни полуфинала прошли в финал по итогам телеголосования и онлайн-голосования. 1 февраля 2002 года было объявлено, что прошедшая в финал композиция Never in a Million Years в исполнении певицы Zee дисквалифицирована из-за того, что была выпущена в Венгрии до начала отбора и поэтому её заменили на песню I Give In группы Surf 'n' Turf.
| Порядковый номер | Исполнитель     | Название песни           | Автор(ы)                                          | Результат       |
| ---------------- | --------------- | ------------------------ | ------------------------------------------------- | --------------- |
| 1                | Honey Trap      | Lovestruck               | Бен Копланд, Ивонн Джон Льюис, Ники Кук, Фил Дан  | Не прошёл       |
| 2                | Zee             | Never in a Million Years | Марк Джиггенс, Зи Аша                             | Дисквалификация |
| 3                | Пола О'Нил      | When You're Around       | Бен Копланд, Мартин Бушелл                        | Не прошёл       |
| 4                | Pulse           | Fade Away                | Стюарт Ханна, Алистер Гриффин                     | Не прошёл       |
| 5                | Surf 'n' Turf   | I Give In                | Джонатан Мейтланд, Джекки Коллинс, Питер Мейтланд | Прошёл          |
| 6                | Level Best      | Every Step of the Way    | Грэм Кэрнс, Говард Нью                            | Прошёл          |
| 7                | Трисия Пенроуз  | DJ Romeo                 | Бо Эден, Саймон Стирлинг, Джеймс Гордон           | Прошёл          |
| 8                | Джессика Гарлик | Come Back                | Мартин Бейлей                                     | Прошёл          |

Финал A Song for Europe 2002 состоялся 3 марта в студии BBC Elstree в Борхэмвуде, графство Хертфордшир. Ведущими были Клэр Суини и Кристофер Прайс. Победитель из четырёх финалистов был определён посредством телеголосования. По итогам шоу было зарегистрировано 107298 голосов.
| Порядковый номер | Исполнитель     | Название песни        | Голоса | Место |
| ---------------- | --------------- | --------------------- | ------ | ----- |
| 1                | Level Best      | Every Step of the Way | 8927   | 3     |
| 2                | Трисия Пенроуз  | DJ Romeo              | 28681  | 2     |
| 3                | Surf 'n' Turf   | I Give In             | 1892   | 4     |
| 4                | Джессика Гарлик | Come Back             | 67798  | 1     |

## На «Евровидении»
По правилам Евровидения, все страны, за исключением тех, кто занял последние шесть мест на конкурсе 2001 года, должны принять участие в 2002 году. Как член "Большой четвёрки" Великобритания автоматически прошла квалификацию на выход в финал. 9 ноября 2001 года была проведена жеребьёвка, по результатам которой Джессика Гарлик выступила под номером 2, между Кипром и Австрией. По итогам голосования Гарлик заняла третье место из 24, набрав 111 очков, включая 12 очков от Австрии. Данный результат Великобритания разделила вместе с принимающей страной, Эстонией. Это был первый раз с 1998 года, когда Великобритания попадала в топ-5. 12 очков британские телезрители присудили Мальте и 0 очков России. Россия тоже присудила Великобритании 0 очков.

### Голосование
| Очки      | Страна                                    |
| --------- | ----------------------------------------- |
| 12 баллов | - Австрия                                 |
| 10 баллов | - Мальта                                  |
| 8 баллов  | - Германия - Литва - Словения - Финляндия |
| 7 баллов  | - Босния и Герцеговина - Греция           |
| 6 баллов  | - Бельгия - Дания - Швейцария - Эстония   |
| 5 баллов  | - Израиль - Латвия                        |
| 4 балла   | - Македония                               |
| 3 балла   |                                           |
| 2 балла   | - Турция - Швеция                         |
| 1 балл    | - Франция                                 |

| Очки      | Страна   |
| --------- | -------- |
| 12 баллов | Мальта   |
| 10 баллов | Франция  |
| 8 баллов  | Латвия   |
| 7 баллов  | Эстония  |
| 6 баллов  | Словения |
| 5 баллов  | Израиль  |
| 4 балла   | Бельгия  |
| 3 балла   | Кипр     |
| 2 балла   | Испания  |
| 1 балл    | Швеция   |